# Oswaldia sartura
Oswaldia sartura là một loài ruồi trong họ Tachinidae.